# Popłacin
Popłacin – wieś sołecka w Polsce położona w województwie mazowieckim, w powiecie płockim, w gminie Nowy Duninów.
| SIMC    | Nazwa    | Rodzaj    |
| ------- | -------- | --------- |
| 1060062 | Mościska | część wsi |

Wieś duchowna Popłacino położona była w drugiej połowie XVI wieku w powiecie gostynińskim ziemi gostynińskiej województwa rawskiego. W 1785 roku Popłacin wchodził w skład klucza boryszewskiego biskupstwa płockiego. W latach 1975–1998 miejscowość administracyjnie należała do województwa płockiego.